# Attack of the Cybermen
Az Attack of the Cybermen a Doctor Who sorozat 137. része, amit 1985. január 5. és január 12. között adtak két epizódban.
Az 1985-ös évad során a sorozat epizódjainak hossza csaknem duplája a megszokottnak (ezzel 25 helyett 45 percesre hosszabbították az epizódokat), de Anglián kívül a részeket a megszokott két 25 perces részre felezték.

## Történet
A Doktor megpróbálja kijavítani a Tardis évek óta rossz kaméleon (álcázó) áramkörét, végül a Földnek veszik az irányt, ahol hamarosan sikerül összeakadni az éppen titokban ott munkálkodó kiborgokkal. A jövőből érkezett kiborgok hadiszállása valahol a londoni metró alagútjaiban van elrejtve. A kiborok gonosz terve alapvetően meg akarja változtatni a Föld történelmét, hogy megakadályozzák eredeti bolygójuk, a Mondas pusztulását. Ezért a Hally üstököst a Földnek akarják ütköztetni...

## Epizódlista
| Epizódok sorszáma | Bemutató napja   | Hossza | Nézők száma (millió) |
| ----------------- | ---------------- | ------ | -------------------- |
| 1.                | 1985. január 5.  | 44:17  | 8,9                  |
| 2.                | 1985. január 12. | 44:29  | 7,2                  |

## Könyvkiadás
A könyvváltozatát 1989. április 20.-n adta ki a Target könyvkiadó. Írta Eric Saward.

## Otthoni kiadás
- VHS-n 2000 novemberében adták ki.
- DVD-n 2009 március 16.-n adták ki.

### Fordítás
- Ez a szócikk részben vagy egészben  az   Attack_of_the_Cybermen című angol Wikipédia-szócikk fordításán alapul.  Az eredeti cikk szerkesztőit annak laptörténete sorolja fel. Ez a jelzés csupán a megfogalmazás eredetét és a szerzői jogokat jelzi, nem szolgál a cikkben szereplő információk forrásmegjelöléseként.